# Neustadt an der Waldnaab
Neustadt an der Waldnaab är en stad i Landkreis Neustadt an der Waldnaab i Regierungsbezirk Oberpfalz i förbundslandet Bayern i Tyskland.